# Ivars Ciaguns
Ivars Ciaguns (né le 14 mars 1977 à Riga) est un skieur alpin letton.
Il a participé aux Jeux olympiques d'hiver de 1998, de 2002 et de  2006.

## Palmarès

### Jeux olympiques d'hiver
- Ski alpin aux Jeux olympiques de 1998 à Nagano,  Japon
  - 34e du géant
- Ski alpin aux Jeux olympiques de 2002 à Salt Lake City,  États-Unis
  - 25e du slalom
  - abandon lors du géant
- Ski alpin aux Jeux olympiques de 2006 à Turin,  Italie
  - 52e du super G